# 姥桥镇
姥桥镇是中国安徽省马鞍山市和县下属的一个镇，位于和县中南部，东临长江，面积131.2平方公里，人口11.83万人，下辖8个行政村和2个社区居委会，322个自然村，总人口6.3万人。2012年成立的马鞍山经济技术开发区郑蒲港新区建设指挥部托管和县姥桥镇、白桥镇。